# Animal Crackers (film, 2017)
Pour les articles homonymes, voir Animal crackers.
Pour plus de détails, voir Fiche technique et Distribution.
Animal Crackers est un film d'animation américano-espagnol-chinois réalisé par Tony Bancroft, Scott Chrisitan Sava et Jaime Maestro et sorti en 2017.

## Synopsis
Une famille hérite d'un cirque délabré et d'une mystérieuse boîte d'Animal Crackers qui changent par magie les personnes qui les mangent en l'animal qu'ils ont mangé (des singes, des girafes, des lions, des tigres, des ours, etc.). Lorsque leur oncle Horatio P. Huntington a pour complot de s’emparer du cirque à n’importe quel prix, c’est au tour de la famille Huntington de l’arrêter et de sauver le cirque d’entre ses mains.

## Fiche technique
- Titre original : Animal Crackers
- Réalisation : Tony Bancroft, Scott Christian Sava et Jaime Maestro
- Scénario : Scott Christian Sava et Dean Lorey, d'après le roman graphique homonyme de Scott Christian Sava
- Musique : Bear McCreary
- Conception de personnages : Carter Goodrich
- Montage : Ximo Romero
- Production : Jamie Thomason, Scott Christian Sava, Jaime Maestro et Nathalie Martinez
  - Production exécutive : Albert Espel
  - Production déléguée : La Peikang, Michael Favelle et Sam Chi
  - Coproducteur : Han Lei
- Sociétés de production : Blue Dream Studios, China Film Group Corporation, Beijing Wen Hua Dong Run Investment Co. Blue Dream Studios Spain, Storyoscopic Films et Mayday Movie Productions
- Sociétés de distribution : Netflix
- Pays de production :  États-Unis,  Espagne  et  Chine
- Langue : anglais
- Format : couleur
- Genre : animation, comédie, fantastique
- Durée : 105 minutes
- Dates de sortie :
  - France : 12 juin 2017 (FIFA 2017)
  - Chine : 21 juillet 2018
  - Monde : 24 juillet 2020 (Netflix)

## Distribution

### Voix originales
- John Krasinski : Owen Huntington
- Emily Blunt : Zoe Huntington
- Lydia Rose Taylor : Mackenzie Huntington
- Ian McKellen : Horatio P. Huntington
- Danny DeVito : Chesterfield
- Sylvester Stallone : Bullet-Man (l'homme-canon)
- Wallace Shawn : M. Woodley
- Raven-Symoné : Binkley
- Patrick Warburton : Brock
- Gilbert Gottfried : Mario Zucchini
- Harvey Fierstein : Esmeralda
- Tara Strong : Talia
- James Arnold Taylor : Buffalo Bob
- Kevin Grevioux : Samson
- Tony Bancroft : Stabby
- Anthony Sava : El Diablo
- Brendan Sava : Owen, jeune
- Donna Lynne Sava : Petunia
- Alyssa Trama : Gretchen
- Brianne Brozey, Debi Derryberry, Lara Cody et Cam Clarke : voix additionnelles

### Voix françaises
- Nessym Guetat : Owen Huntington
- Elisabeth Ventura : Zoe Huntington
- Michel Mella : Chesterfield
- Frantz Confiac : Horatio P. Huntington
- Barbara Tissier : Binkley
- Philippe Peythieu : M. Woodley
- Gérard Surugue : Mario Zucchini
- Arnaud Léonard : Brock
- Tanguy Goasdoué : le lanceur de couteaux
- Julien Kramer : l'homme-canon
- Julien Allouf : Buffalo Bob
- Valérie Bachère
- Sara Chambin
- Clara Soares
- Glen Hervé
- Isabelle Desplantes
- Maxime Hoareau
- Laurent Gris
- Isabelle Leprince
- Fanny Bloc
- Laurent Morhain